# Sinfonía n.º 5 (Mozart)

Mozart en 1763.

La Sinfonía n.º 5 en si bemol mayor, K. 22 fue compuesta por Wolfgang Amadeus Mozart en diciembre de 1765 en La Haya, cuando el compositor tenía nueve años.

## Historia

### Contexto

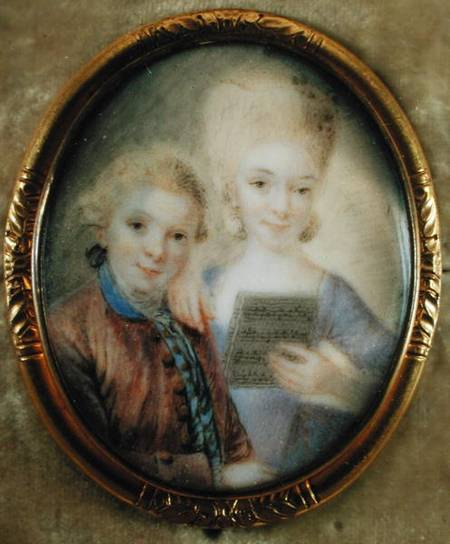
Wolfgang y Nannerl hacia 1763.

La carrera de Mozart como sinfonista había empezado en Londres durante el gran viaje de la familia Mozart por Europa entre junio de 1763 y noviembre de 1766. El padre Leopold Mozart planeó la gira para exhibir a sus prodigiosos hijos, Wolfgang y Nannerl en las principales cortes europeas. Tras pasar por Alemania, Bélgica y Francia, la familia llegó a Londres en abril de 1764 y el día 27 se presentó en la corte de Jorge III. La extraordinaria impresión que causó la destreza de los niños con el teclado en los numerosos conciertos que ofrecieron está bien documentada. En ese tiempo Wolfgang compuso sus primeras obras del género, que tenían una deuda sustancial con las sinfonías de estilo galante italianizante en tres movimientos de Carl Friedrich Abel y Johann Christian Bach; también escuchó las sinfonías de compositores relevantes como Thomas Arne, William Boyce y Giuseppe Sammartini.
Los compositores alemanes afincados en Londres Abel y J. C. Bach, el hijo menor de Johann Sebastian Bach habían iniciado una serie de conciertos públicos de enorme éxito en los que sus sinfonías y conciertos constituían un pilar del repertorio. Al parecer Johann Christian tomó al pequeño Wolfgang bajo su tutela, aunque no hay pruebas de ello. Los primeros intentos del niño de componer sinfonías, y más tarde conciertos para piano, están claramente influidos por los de Abel y Bach. De hecho, ahora se sabe que una sinfonía atribuida durante mucho tiempo a Mozart, la Sinfonía n.º 3 K. 18, en realidad fue compuesta por Abel.
Los Mozart no tenían planeado ir a las Provincias Unidas de los Países Bajos pero un enviado de la corte de Guillermo V les convenció ofreciendo a Leopold una atractiva propuesta. Su estancia en La Haya como invitados de la corte duró desde septiembre de 1765 hasta abril de 1766 y ofrecieron varios conciertos antes de trasladarse a Bruselas. Además de las sinfonías de Londres (KV 16 , KV 19 , KV 19a, KV 19b), también se interpretó la KV 22.

### Composición
La composición de esta pieza se desarrolló en diciembre de 1765 en La Haya. Nannerl enfermó de un fuerte resfriado que pasó a ser fiebre tifoidea, entonces descrita como tifus abdominal, y llegó a recibir la extremaunción el 21 de octubre de 1765. También Wolfgang se contagió y hasta mediados de diciembre no se recuperó. Mientras estuvo convaleciente por la enfermedad escribió esta composición.

### Estreno y publicación
El estreno se celebró el 22 de enero de 1766 en un concierto público ofrecido por Wolfgang y Nannerl en la sala de Oude Doelen en La Haya.
La primera edición fue llevada a cabo en 1879 por la editorial Breitkopf & Härtel en Leipzig, que publicó bajo la denominación Wolfgang Amadeus Mozarts Werke, Serie VIII, No. 5 tanto las partes como la partitura completa.

## Instrumentación
La partitura está escrita para una orquesta formada por:
- Viento madera: 2 oboes y [1 fagot].
- Viento metal: 2 trompas en si bemol basso.
- Teclado: [clavecín].
- Cuerda: una sección de cuerdas con 2 violines (primero y segundo), viola, violonchelo y contrabajo.

Se trata de la orquestación sinfónica estándar de entonces. En las orquestas de aquella época era una práctica común emplear el fagot y el clavecín, si estaban presentes en la orquesta, para reforzar la línea del bajo o bien como continuo, incluso sin notación separada.

## Estructura y análisis
La sinfonía consta de tres movimientos:
- I. Allegro, en si bemol mayor 4
4
- II. Andante, en sol menor 2
4
- III. Allegro molto, en si bemol mayor 3
8

La interpretación de esta obra dura aproximadamente entre 5 y 10 minutos. La estructura sigue el típico esquema en tres movimientos de la obertura italiana, dispuestos según el patrón del Clasicismo temprano: rápido–lento–rápido. Un movimiento lento central flanqueado por dos de naturaleza más extrovertida. Esta estructura tripartita es habitual en las sinfonías tempranas de Mozart, aunque con el tiempo fue sustituyéndola por la de cuatro movimientos. Estas sinfonías tempranas son prácticamente indistinguibles de las oberturas de óperas italianas de la época. De hecho, varias oberturas operísticas de Johann Christian Bach se publicaron posteriormente como sinfonías. Sigue los modelos establecidos por Johann Christian Bach y Carl Friedrich Abel, ambos compositores maduros y consagrados. El pequeño Mozart ya había escrito al menos dos obras de este tipo un año antes y esta composición es una joya en miniatura. Según Brown, en muchos aspectos esta es la mejor sinfonía "inglesa" de Mozart de la década de 1760, si bien fue escrita en Países Bajos. Cabe destacar el colorido conferido especialmente por las trompas a lo largo de toda la obra. 

### I.Allegro
El primer movimiento, Allegro, está escrito en la tonalidad de si bemol mayor, en compás de 4/4 y sigue la forma sonata. El movimiento de apertura es el más sencillo de los tres, con un par de melodías contrastantes y un contrapunto rudimentario. Mozart ya había superado la dinámica por terrazas de la música barroca y el movimiento es dinámicamente rico, teniendo en cuenta su reducido tamaño. Jens Peter Larsen percibe aquí una especie de forma de ritornello, pero para Brown está más relacionado con la tradición de la obertura italiana. Toda la sección inicial está cimentada sobre un timbal grave afinado en si bemol, que primero acompaña un motivo declamatorio seguido de un crescendo de obertura italiana, también conocido como "apisonadora de Mannheim". La frase inicial se organiza de manera arquitectónica en una afirmación de ocho compases. Por otra parte, la nota pedal que se oye durante el crescendo extiende el párrafo musical hasta los 18 compases. Se atisba un anuncio del estilo tardío de Mozart en sus sinfonías de la década de 1780 con largas secciones dedicadas al tema principal. El desarrollo empieza elaborando el primer tema tanto tonalmente como temáticamente. La recapitulación no se articula de manera clara, ya que la tónica no llega hasta que reaparece el segundo tema.

### II.Andante
El segundo movimiento, Andante, está en la tonalidad relativa de sol menor y en compás de 2/4. El movimiento lento se estructura en tres secciones temáticas paralelas, que se corresponden a la exposición, desarrollo y recapitulación. Su carácter es solemne y melancólico. Contiene un lastimero motivo en tono menor y el contrapunto es más que elemental. Una vez más, el joven Mozart utiliza realces dinámicos en forma de crescendos y acentos para impulsar la obra hacia el futuro.

### III.Allegro molto
El tercer y último movimiento, Allegro molto, retoma la tonalidad inicial y el compás es 3/8. El Finale responde a una forma rondó convencional en cinco partes siguiendo el patrón A–B–A–C–A y coda. Es breve a la vez que bullicioso y enérgico. Cabe destacar que el tema inicial aparece de forma exacta en una obra posterior y mucho más madura de Mozart: el número final del Acto II de su ópera bufa Las bodas de Fígaro, K. 492 de 1786. Resulta inquietantemente premonitorio del Mozart posterior y, escuchado solo, no delataría ser obra de un niño de nueve años. Al escuchar esta obra, podríamos perdonar a Leopold Mozart la hipérbole con la que describió a Wolfgang de entonces: "Mi niño (...) a sus ocho años sabe todo lo que se puede esperar de un hombre de cuarenta (...) quien no lo oiga y lo vea no puede creerlo".